# Brno-Královo Pole
Brno-Královo Pole je městská část na severu statutárního města Brna. Je tvořena katastrálními územími čtvrtí Královo Pole, Ponava a Sadová a malou západní částí katastrálního území Černá Pole. Celková katastrální výměra činí 9,91 km². Samosprávná městská část vznikla 24. listopadu 1990. Žije zde přes 28 000 obyvatel.
Pro účely senátních voleb je území městské části Brno-Královo Pole zařazeno do volebního obvodu číslo 60.

## Charakteristika
Městská část Brno-Královo Pole má výrazně městský charakter, ale na severovýchodě městské části v katastrálním území Sadová se rozkládají rozsáhlé lesy a nachází se zde významný krajinný prvek Údolí Zaječího potoka. Na severozápad městské části zasahuje přírodní památka Medlánecké kopce s lesoparkem Palackého vrchu. V městské části se nachází hlavní budova Technického muzea v Brně. Na východě městské části se nachází proslulá Královopolská strojírna, jižně od ní pak velké brněnské nákupní centrum Královo Pole. Na území Králova Pole se nachází několik vysokých škol - Veterinární univerzita Brno, Vysoké učení technické zde má několik fakult - fakultu informačních technologií, fakultu podnikatelskou a fakultu strojního inženýrství, fakulta elektrotechniky a komunikačních technologií. Také se zde nachází fakulta informačních technologií Masarykovy univerzity. Díky tomu je městská část Královo Pole vyhledávanou studentskou čtvrtí.

## Historie
První dobová zmínka o existence Králova Pole je z roku 1240. Pro rozvoj Králova Pole bylo nejdůležitější založení kartuziánského kláštera dne 13. 8. 1375 Janem Jindřichem Lucemburským. Až do první poloviny 19. století bylo Královo Pole osadou, roku 1844 dochází k povýšení na městys. Roku 1869 byla v Králově Poli zprovozněna první koněspřežná dráha a roku 1890 byly založeny královopolské strojírny. Právě založení strojíren přispělo k rychlé industrializaci a povýšení na město roku 1905. Velkým okamžikem v rozvoji městské části bylo připojení Královo Pole k Velkému Brnu roku 1919. Začaly také rychle vznikat obecní školy, kdy roku 1913 byla založena Základní škola Slovanské náměstí 2. a roku 1920 naproti přes park Gymnázium Slovanské náměstí 7.
Ze srovnání historických a moderních map vyplývá, že území moderní městské části Brno-Královo Pole zahrnuje většinu území bývalého města Královo Pole (s jehož historickým katastrem se území moderní městské části do určité míry kryje), severní část Velké Nové Ulice a Červené, okrajové části historických katastrů Medlánek a Žabovřesk, okrajovou část zrušeného katastrálního území Dolní a Horní Cejl, a okrajové pozemky původních katastrů Obřan a Soběšic (tyto pozemky jsou dnes součástí katastrálního území Sadová).
K Brnu bylo území moderní městské části Brno-Královo Pole připojeno ve třech fázích: roku 1850 bylo připojeno území Velké Nové Ulice a Horního a Dolního Cejlu, roku 1919 pak následovalo samo Královo Pole s Ugartovem, jakož i další obce zasahující na území moderní městské části, a při druhé katastrální reformě Brna byly připojeny také původně soběšické pozemky na severu dnešního katastrálního území Sadová.
Koncem 60. let 20. století došlo při radikální druhé katastrální reformě Brna na území dnešní městské části Brno-Královo Pole k výrazným změnám katastrálního členění, jež platí do současnosti.

## Obyvatelstvo
| Rok  | Obyv.  | ± %     |
| ---- | ------ | ------- |
| 1869 | 3 361  | —       |
| 1880 | 4 427  | +31,7 % |
| 1890 | 6 688  | +51,1 % |
| 1900 | 10 228 | +52,9 % |
| 1910 | 13 078 | +27,9 % |

| Rok  | Obyv.  | ± %     |
| ---- | ------ | ------- |
| 1921 | 15 179 | +16,1 % |
| 1930 | 20 667 | +36,2 % |
| 1950 | 22 847 | +10,5 % |
| 1961 | 28 175 | +23,3 % |
| 1970 | 33 747 | +19,8 % |

| Rok  | Obyv.  | ± %     |
| ---- | ------ | ------- |
| 1980 | 34 646 | +2,7 %  |
| 1991 | 29 386 | −15,2 % |
| 2001 | 27 729 | −5,6 %  |
| 2011 | 28 674 | +3,4 %  |
| 2021 | 30 155 | +5,2 %  |

## Pamětihodnosti
- bývalý klášter kartuziánů s kostelem Nejsvětější Trojice
- Semilasso (bývalý Besední dům)
- empírový zámeček na Kociánce
- Jaruškův dům (architekt Josef Gočár)
- základní škola Slovanské náměstí 2 (secesní budova architekta Antonína Blažka)
- Husův sbor (architekt Josef Novák)
- Administrativní budova továrny Alpa (architekt Bohuslav Fuchs)
- socha Piety v Křižíkově ulici
- socha sv. Jana Nepomuckého před kostelem nejsvětější Trojice
- socha sv. Floriána na Mojmírově náměstí